# Cussay
Pour l’article ayant un titre homophone, voir Cusset.
Cussay est une commune française du département d'Indre-et-Loire, en région Centre-Val de Loire. Elle est membre de la communauté de communes Loches Sud Touraine.

## Géographie

### Localisation
Cussay est situé à 46 km au sud de Tours, entre Descartes (10 km) et Ligueil (4 km), et à 19 km de Loches et sa cité médiévale.
| Civray-sur-Esves |                    | Ligueil |
|                  | Cussay             |         |
| Descartes        | Neuilly-le-Brignon | Pauly   |

### Hydrographie

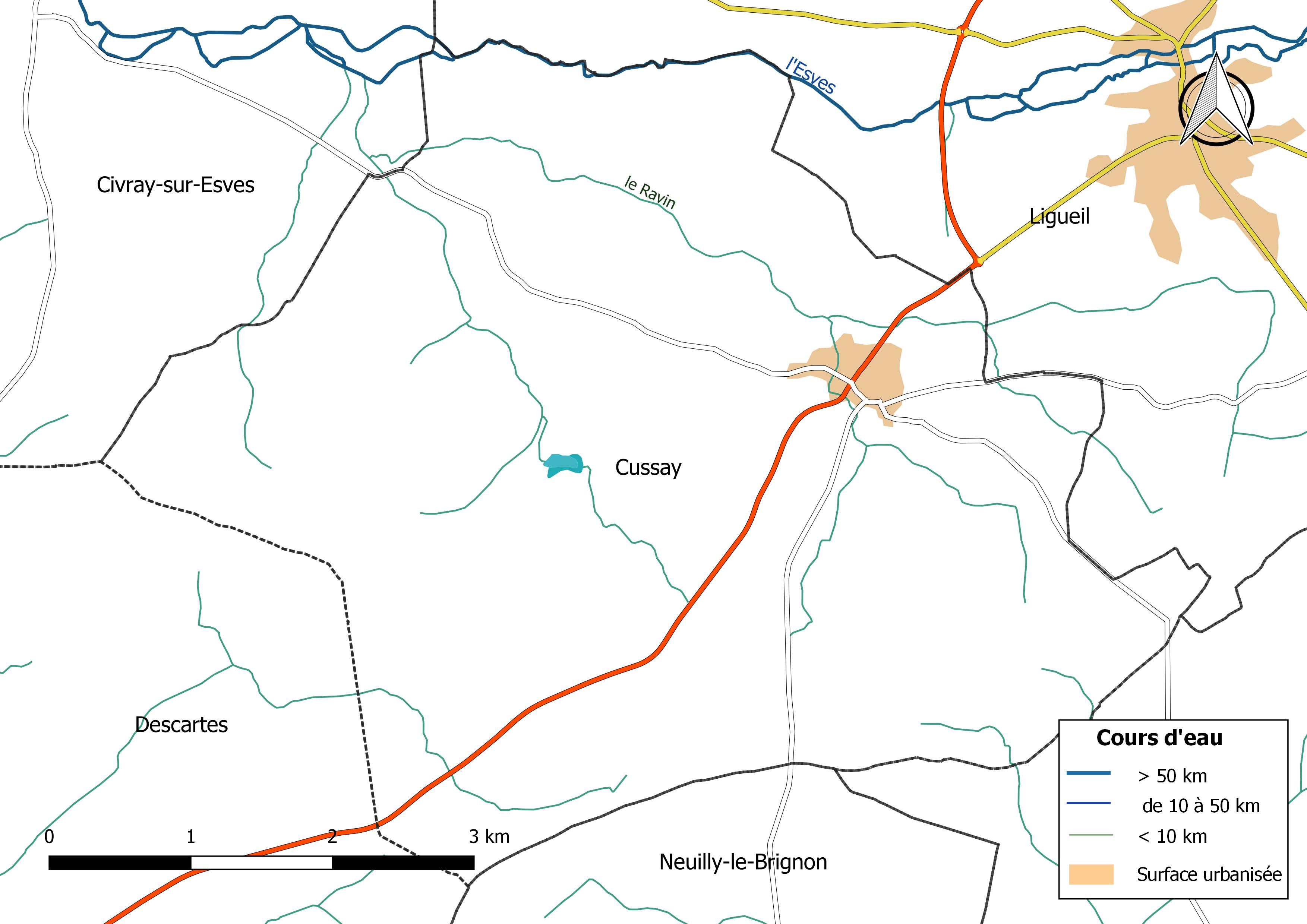
Réseau hydrographique de Cussay.

Le réseau hydrographique communal, d'une longueur totale de 23 km, comprend un cours d'eau notable, l'Esves (1,89 km), et divers petits cours d'eau pour certains temporaires,.
L'Esves, d'une longueur totale de 39 km, prend sa source à 135 m d'altitude à Betz-le-Château. et se jette  dans la Creuse à Descartes, à 44 mètres d'altitude, après avoir traversé 12 communes. 
Sur le plan piscicole, l'Esves est classée en deuxième catégorie piscicole. Le groupe biologique dominant est constitué essentiellement de poissons blancs (cyprinidés) et de carnassiers (brochet, sandre et perche).
Un zones humides ont été répertoriées sur la commune par la direction départementale des territoires (DDT) et le Conseil départemental d'Indre-et-Loire : « l'étang de la Cigogne »,.

### Paysage

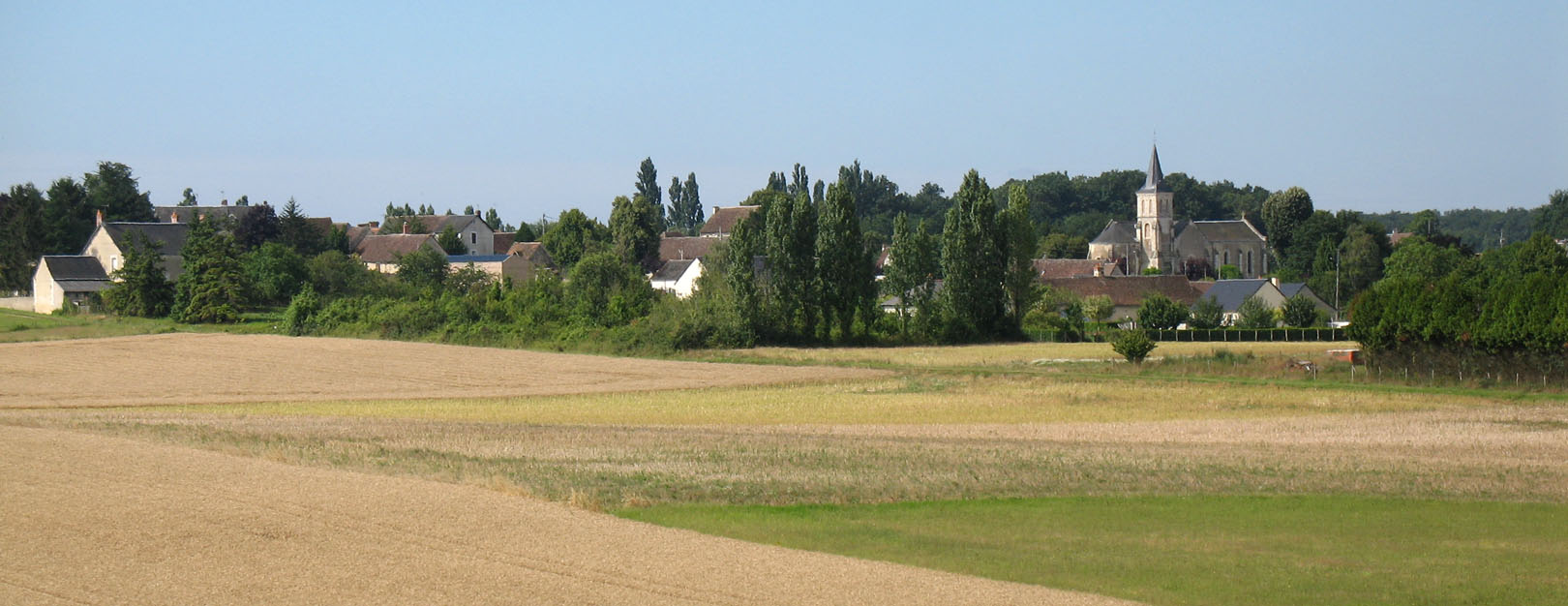
Vue de Cussay.

### Climat
Pour des articles plus généraux, voir Climat du Centre-Val de Loire et Climat d'Indre-et-Loire.
En 2010, le climat de la commune est de type climat océanique dégradé des plaines du Centre et du Nord, selon une étude du CNRS s'appuyant sur une série de données couvrant la période 1971-2000. En 2020, Météo-France publie une typologie des climats de la France métropolitaine dans laquelle la commune est exposée à un climat océanique altéré et est dans une zone de transition entre les régions climatiques « Moyenne vallée de la Loire » et « Centre et contreforts nord du Massif Central ».
Pour la période 1971-2000, la température annuelle moyenne est de 11,7 °C, avec une amplitude thermique annuelle de 15 °C. Le cumul annuel moyen de précipitations est de 702 mm, avec 10,7 jours de précipitations en janvier et 6,6 jours en juillet. Pour la période 1991-2020, la température moyenne annuelle observée sur la station météorologique de Météo-France la plus proche, sur la commune de Ferrière-Larçon à 8 km à vol d'oiseau, est de 12,2 °C et le cumul annuel moyen de précipitations est de 709,6 mm,. Pour l'avenir, les paramètres climatiques de la commune estimés pour 2050 selon différents scénarios d'émission de gaz à effet de serre sont consultables sur un site dédié publié par Météo-France en novembre 2022.

## Urbanisme

### Typologie
Au 1er janvier 2024, Cussay est catégorisée commune rurale à habitat très dispersé, selon la nouvelle grille communale de densité à sept niveaux définie par l'Insee en 2022.
Elle est située hors unité urbaine et hors attraction des villes,.

### Occupation des sols
L'occupation des sols de la commune, telle qu'elle ressort de la base de données européenne d’occupation biophysique des sols Corine Land Cover (CLC), est marquée par l'importance des territoires agricoles (84,2 % en 2018), une proportion sensiblement équivalente à celle de 1990 (84,5 %). La répartition détaillée en 2018 est la suivante : 
terres arables (71 %), forêts (14,1 %), prairies (7,8 %), zones agricoles hétérogènes (5,5 %), zones urbanisées (1,6 %). L'évolution de l’occupation des sols de la commune et de ses infrastructures peut être observée sur les différentes représentations cartographiques du territoire : la carte de Cassini (XVIIIe siècle), la carte d'état-major (1820-1866) et les cartes ou photos aériennes de l'IGN pour la période actuelle (1950 à aujourd'hui).

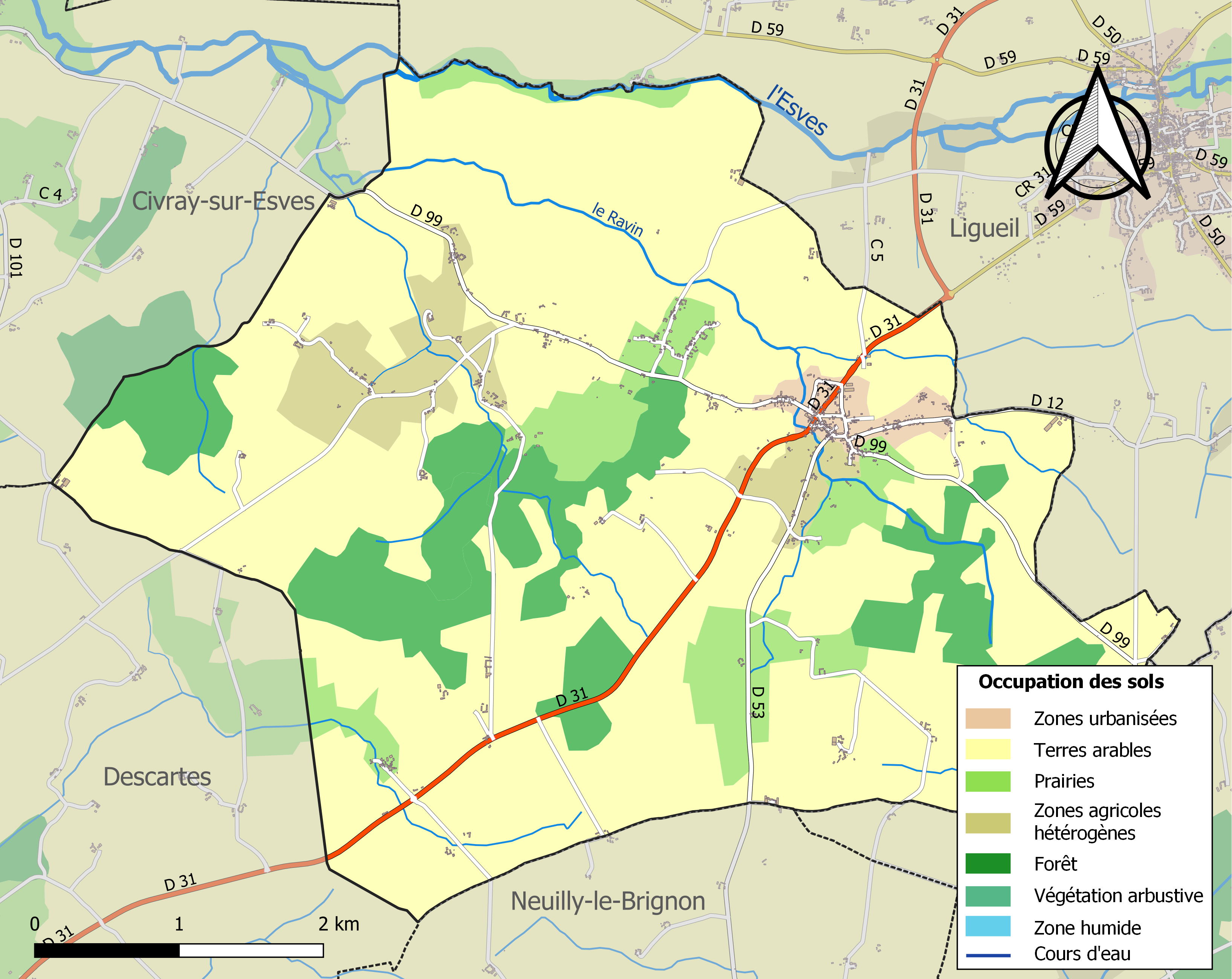
Carte des infrastructures et de l'occupation des sols de la commune en 2018 (CLC).

### Risques majeurs
Le territoire de la commune de Cussay est vulnérable à différents aléas naturels : météorologiques (tempête, orage, neige, grand froid, canicule ou sécheresse) et séisme (sismicité faible). Un site publié par le BRGM permet d'évaluer simplement et rapidement les risques d'un bien localisé soit par son adresse soit par le numéro de sa parcelle.

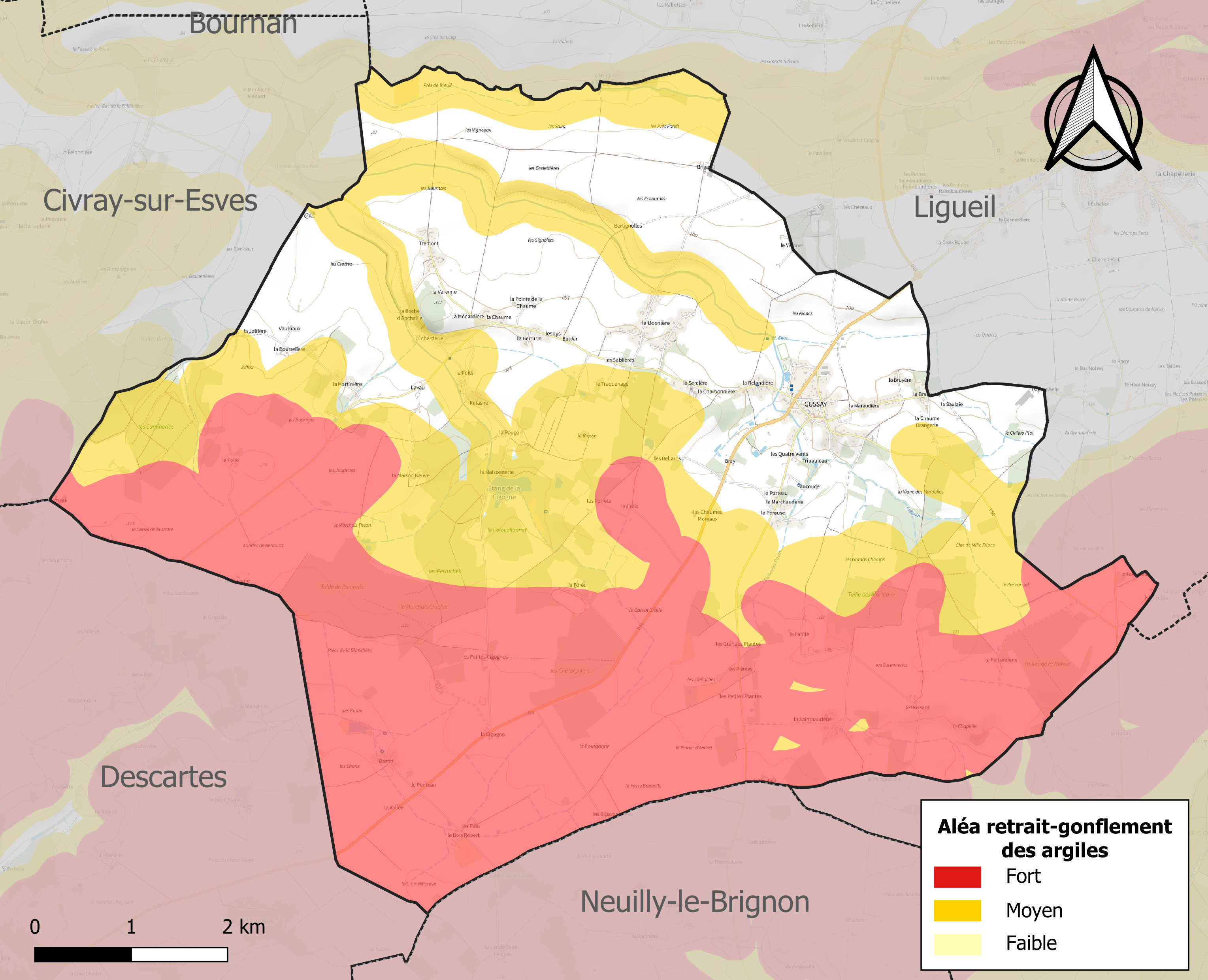
Carte des zones d'aléa retrait-gonflement des sols argileux de Cussay.

Le retrait-gonflement des sols argileux est susceptible d'engendrer des dommages importants aux bâtiments en cas d’alternance de périodes de sécheresse et de pluie. 72,2 % de la superficie communale est en aléa moyen ou fort (90,2 % au niveau départemental et 48,5 % au niveau national). Sur les 357 bâtiments dénombrés sur la commune en 2019, 88 sont en aléa moyen ou fort, soit 25 %, à comparer aux 91 % au niveau départemental et 54 % au niveau national. Une cartographie de l'exposition du territoire national au retrait gonflement des sols argileux est disponible sur le site du BRGM,.
Concernant les mouvements de terrains, la commune a été reconnue en état de catastrophe naturelle au titre des dommages causés par la sécheresse en 1991, 1992, 2003, 2011 et 2019 et par des mouvements de terrain en 1999.

## Histoire

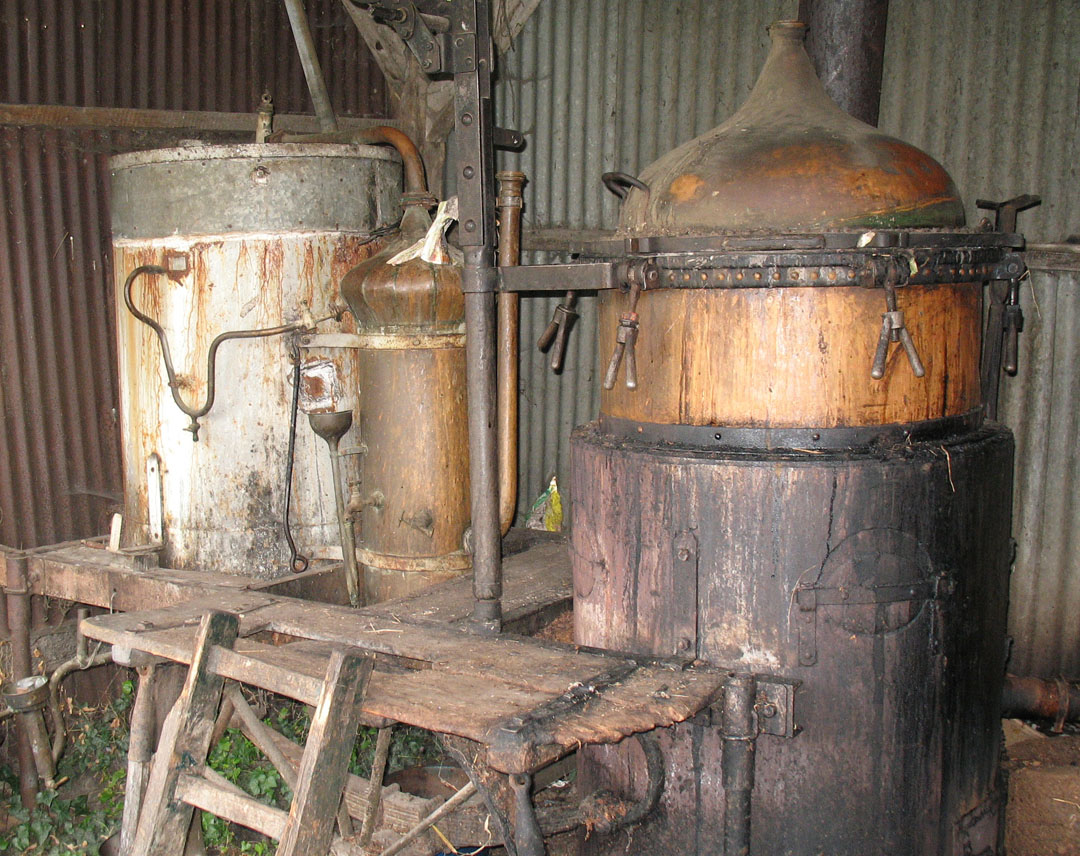
L'ancien alambic municipal.

## Politique et administration
| Période                                  | Période   | Identité       | Étiquette | Qualité       |
| ---------------------------------------- | --------- | -------------- | --------- | ------------- |
| Les données manquantes sont à compléter. |           |                |           |               |
| mars 2001                                | mars 2014 | Bernard Maslin |           |               |
| mars 2014                                | En cours  | Alain Rocher   | SE        | Fonctionnaire |

## Population et société

### Démographie

#### Évolution démographique
L'évolution du nombre d'habitants est connue à travers les recensements de la population effectués dans la commune depuis 1793. Pour les communes de moins de 10 000 habitants, une enquête de recensement portant sur toute la population est réalisée tous les cinq ans, les populations de référence des années intermédiaires étant quant à elles estimées par interpolation ou extrapolation. Pour la commune, le premier recensement exhaustif entrant dans le cadre du nouveau dispositif a été réalisé en 2006.

En 2022, la commune comptait 567 habitants, en évolution de −1,22 % par rapport à 2016 (Indre-et-Loire : +1,67 %, France hors Mayotte : +2,11 %).
| 1793 | 1800 | 1806 | 1821 | 1831 | 1836 | 1841 | 1846 | 1851 |
| ---- | ---- | ---- | ---- | ---- | ---- | ---- | ---- | ---- |
| 803  | 714  | 847  | 829  | 852  | 864  | 901  | 917  | 945  |

| 1856 | 1861 | 1866 | 1872 | 1876 | 1881 | 1886 | 1891 | 1896 |
| ---- | ---- | ---- | ---- | ---- | ---- | ---- | ---- | ---- |
| 947  | 925  | 891  | 861  | 926  | 894  | 888  | 892  | 906  |

| 1901 | 1906 | 1911 | 1921 | 1926 | 1931 | 1936 | 1946 | 1954 |
| ---- | ---- | ---- | ---- | ---- | ---- | ---- | ---- | ---- |
| 879  | 869  | 868  | 815  | 820  | 823  | 781  | 745  | 750  |

| 1962 | 1968 | 1975 | 1982 | 1990 | 1999 | 2006 | 2011 | 2016 |
| ---- | ---- | ---- | ---- | ---- | ---- | ---- | ---- | ---- |
| 726  | 707  | 583  | 537  | 551  | 560  | 562  | 589  | 574  |

| 2021 | 2022 | - | - | - | - | - | - | - |
| ---- | ---- | - | - | - | - | - | - | - |
| 565  | 567  | - | - | - | - | - | - | - |

#### Pyramide des âges
La population de la commune est relativement âgée.
En 2018, le taux de personnes d'un âge inférieur à 30 ans s'élève à 28,9 %, soit en dessous de la moyenne départementale (34,9 %). À l'inverse, le taux de personnes d'âge supérieur à 60 ans est de 31,7 % la même année, alors qu'il est de 27,8 % au niveau départemental.
En 2018, la commune comptait 287 hommes pour 278 femmes, soit un taux de 50,8 % d'hommes, largement supérieur au taux départemental (48,09 %).
Les pyramides des âges de la commune et du département s'établissent comme suit.
| Hommes | Classe d’âge | Femmes |
| ------ | ------------ | ------ |
| 1,7    | 90 ou +      | 1,5    |
| 7,8    | 75-89 ans    | 9,2    |
| 22,3   | 60-74 ans    | 20,8   |
| 22,5   | 45-59 ans    | 22,6   |
| 15,9   | 30-44 ans    | 17,9   |
| 14,2   | 15-29 ans    | 12,8   |
| 15,6   | 0-14 ans     | 15,2   |

| Hommes | Classe d’âge | Femmes |
| ------ | ------------ | ------ |
| 0,9    | 90 ou +      | 2,2    |
| 7,9    | 75-89 ans    | 10,2   |
| 17,3   | 60-74 ans    | 18,1   |
| 19,8   | 45-59 ans    | 19,1   |
| 17,9   | 30-44 ans    | 17,2   |
| 18,5   | 15-29 ans    | 17,5   |
| 17,6   | 0-14 ans     | 15,6   |

### Enseignement
Cussay se situe dans l'Académie d'Orléans-Tours (Zone B) et dans la circonscription de Loches.
L'école primaire accueille les élèves de la commune.

### Lieux et monuments

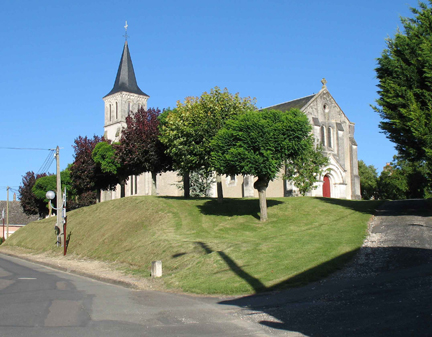
Église de Cussay.

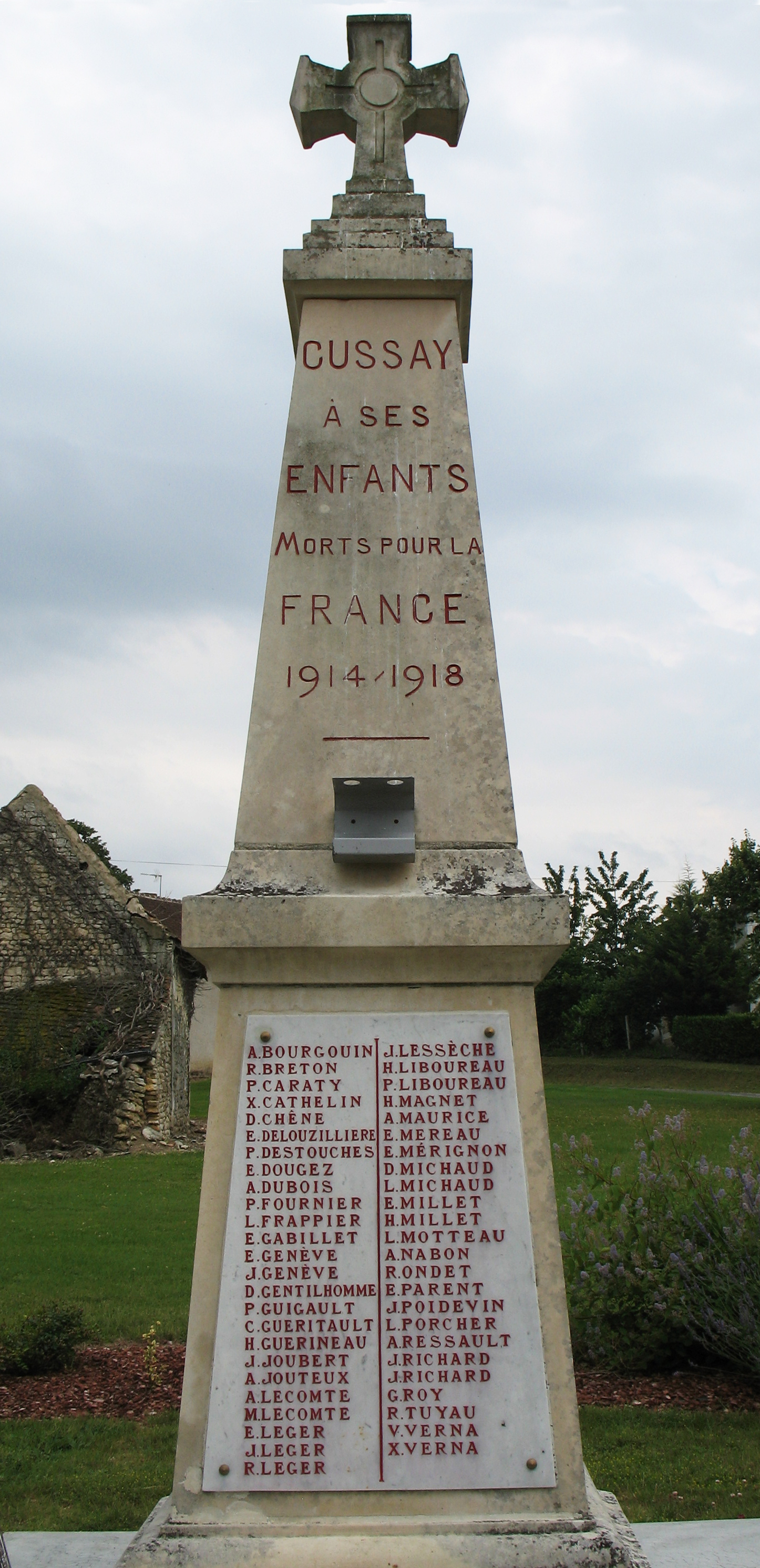
Monument aux morts de Cussay. Soldats tués durant la première guerre mondiale (1914-1918).

## Culture locale et patrimoine

### Personnalités liées à la commune
- Robert de Prévoisin, conseiller municipal, se présente comme candidat royaliste (Alliance Royale) à l'Élection présidentielle française de 2017.